# Martín Sánchez Bonifacio
Martín Sánchez Bonifacio fue un maestro cantero del siglo XV que trabajó para la catedral de Toledo y para el marqués de Villena, don Juan Pacheco entre otros. Entre sus obras más conocidas cabe destacar las siguientes.
- En 1448 trabaja como maestro cantero, al mando de una cuadrilla de canteros, a las órdenes de Hanequín de Bruselas en la catedral de Toledo.[1]
- En 1455, a las órdenes de Hanequín de Bruselas, trabaja en la colegiata de Belmonte.[2]
- Según Aurelio Pretel,[3] de 1455 a 1457 trabaja en la torre blanca de Jorquera, que se paga con un pecho en el que contribuyen los restantes concejos del partido del sur.
- De 1458 a 1468, junto con su hermano Lorenzo, se encarga de las obras de la fortaleza de Castillo de Garcimuñoz, según indican varias cartas del marqués de Villena, Juan Pacheco, al concejo de Castillo de Garcimuñoz.[4]
- Entre 1472 y 1479 dirige las obras de la catedral de Toledo.
- En 1472, junto con Juan Guas y Pedro Polido, contrata con Juan Pacheco la finalización de las obras del monasterio del Parral en Segovia, teniendo un plazo de tres años para finalizarlas, pero dado que el marqués falleció en 1474 y que después se inició la guerra civil por la sucesión al trono de Castilla, las obras fueron interrumpidas.
- En 1485, junto con sus hijos Alfonso, Lorenzo y Pedro, trabaja en los cuatro paños del trascoro de la catedral de Toledo, lado del Evangelio. Según comenta José María Azcárate[5] esta obra tiene un carácter monótono y falto de variedad a diferencia de la de la parte de la Epístola, que es obra de Juan Guas, da como explicación que ya debiera sentirse viejo.

A partir del año 1493 deja de ser citado en los libros de fábrica de la catedral de Toledo, bien por haber fallecido o por ser ya demasiado viejo para seguir trabajando.